# Jean Echenoz
Jean Echenoz (Orange, 26 december 1947) is een Franse schrijver.

## Levensloop
Echenoz studeerde sociologie en civiele techniek in onder meer Aix-en-Provence, Marseille en Parijs, en heeft zich in 1970 in de laatste stad gevestigd. Zijn eerste boek, Le méridien de Greenwich (De breedtegraad van Greenwich), verscheen in 1979. Sindsdien heeft hij nog negen romans gepubliceerd en een tiental Franse prijzen ontvangen, waaronder de prix Médicis 1983 voor Cherokee en de prix Goncourt 1999 voor Je m'en vais (in het Nederlands verschenen als Ik ben weg). Echenoz' werk wordt alom bejubeld in de Franse literaire kritiek.